# Rose Guérin
Rose Guérin (4 de fevereiro de 1915 - 20 de setembro de 1998) foi uma política francesa. Ela foi eleita para a Assembleia Nacional em 1945 como uma do primeiro grupo de mulheres francesas no parlamento, servindo no parlamento até 1958.
Depois da guerra, ela envolveu-se na Fédération nationale des déportés et internés résistants et patriotes. Ela foi candidata do PCF no Sena nas eleições de 1945 para a Assembleia Nacional. Colocada em terceiro lugar na lista do PCF, ela foi uma das 33 mulheres eleitas. Durante o seu primeiro mandato no parlamento, fez parte da Comissão de Finanças e Controlo Orçamental e da Comissão de Trabalho e Segurança Social. Ela foi reeleita nas eleições de junho de 1946, após as quais ela permaneceu como membro das mesmas comissões. Posteriormente, ela foi reeleita novamente em novembro de 1946, 1951 e 1956, servindo até às eleições de 1958.
Ela morreu em Paris em 1998.